# Lycosa articulata
Lycosa articulata este o specie de păianjeni din genul Lycosa, familia Lycosidae, descrisă de Costa, 1875.
Este endemică în Israel. Conform Catalogue of Life specia Lycosa articulata nu are subspecii cunoscute.